# Jaroslav Brodský
Jaroslav Brodský (22. března 1920 Soběslav – 2. srpna 1981 Toronto, Kanada) byl politický vězeň komunistického režimu v Československu, v období pražského jara generální tajemník K 231.

## Život
Jaroslav Brodský se narodil v Soběslavi, vystudoval zde učitelskou akademii, od svých sedmnácti let byl městským knihovníkem. Tehdy se také dostal do hledáčku gestapa, neboť tu i přes zákaz půjčoval knihy Židům. Od roku 1942 se věnoval pedagogické činnosti a oženil se s Vlastou Šimůnkovou, taktéž učitelkou.
Po 2. světové válce odešel s manželkou a dcerou na sever Čech a stal se učitelem a ředitelem školy v Brné u Ústí nad Labem, kde se jim v roce 1947 narodil syn. Jaroslav Brodský byl aktivní v odborové organizaci profesorů a učitelů a podílel se na přípravě nového školského zákona. Po komunistickém převratu v únoru 1948 musel z politických důvodů školu opustit a pracovat směl dále jen v oboru hornictví či stavebnictví.
V návaznosti na proces s Dr. Miladou Horákovou sestavila a vykonstruovala StB z řad pedagogů špionážní skupinu v čele s Brodským. V létě 1950 byli členové skupiny zatčeni; Brodský byl po měsíci výslechů a psychického nátlaku 2. července 1951 v politickém procesu odsouzen na 15 let vězení. Během svého věznění vystřídal řadu vězení a lágrů, a to včetně těch, kde vězni těžili uran (např. Jáchymov, Příbram). Poslední roky trestu si odpykával v Leopoldově a dne 11. května 1960 byl z vězení na základě amnestie prezidenta Novotného propuštěn.
V době volnějších poměrů 60. let se mohl vrátit ke své pedagogické činnosti a během pražského jara (1968) se začal veřejně angažovat, patřil mezi iniciátory vzniku apolitického hnutí K 231, které by sdružovalo politické vězně režimu. Po útěku generála Jana Šejny byl v létě 1968 organizací Národní fronta v Litoměřicích navržen na jeho poslanecké místo za Litoměřice v Národním shromáždění. Tehdy se však pro komunistický režim stal opět nepohodlným, a proto v době okupace Československa v roce 1968 koncem srpna emigroval do Rakouska, odkud záhy odešel do Velké Británie. Později se usadil v kanadském Torontu, kde působil jako knihovník na tamní univerzitě a několik let vedl vysílání v českém jazyce Rádio Gama. V roce 1970 vydal autobiografickou knihu Řešení gama. V roce 1971 byl v Československu v nepřítomnosti za údajnou podvratnou činnost odsouzen k dalším osmi letům vězení.